# アルド・フェラレージ
アルド・フェラレージ（Aldo Ferraresi, 1902年5月14日 - 1978年6月29日）は、イタリアのヴァイオリン奏者。

## 経歴
フェラーラの生まれ。5歳の時に両親から音楽の才能を認められ、地元のフレスコバルディ音楽学校でフェデリコ・バレーラとウンベルト・スピーノに音楽を学んだ。12歳の時にパルマ音楽院に進学してマリオ・コルティにヴァイオリンを学び、コルティのローマ聖チェチーリア音楽院への転任に合わせて転学し、1917年に卒業した。卒業後はフェラーラに戻り、暫く地元のアポロ映画館の無声映画の伴奏やカフェでの演奏で生計を立てたが、ヴァーシャ・プルジーホダとヤン・クベリークに認められてベルギーに留学し、ウジェーヌ・イザイの下で研鑽を積みながら欧米各地で演奏活動を行った。第二次世界大戦中は、母親がユダヤ人であった為に演奏活動を制限されたが、1948年に演奏活動に復帰し、1950年にはジェノヴァで行われたクリストファー・コロンブス生誕500周年祭でニコロ・パガニーニのヴァイオリン協奏曲第1番を披露したり、1965年にバチカンの教皇パウロ6世の御前で演奏を披露したりするなどの活動を行った。1968年にエフレム・ジンバリストがカーティス音楽院の院長を辞任したとき、後任としての渡米を打診されているが、家族とイタリアで過ごすことを優先してその話を断っている。
サンレモにて死去。